# Тюльпан алтайский
Тюльпан алтайский (лат. Tulipa altaica) — вид травянистых растений рода Тюльпан (Tulipa) семейства Лилейные (Liliaceae).

## Ботаническое описание
Многолетние травянистые растения. Луковица яйцевидная, 2—3 см длиной и 12—17 мм толщиной, покрытая жёсткими бурыми чешуями, часть которых усажена с внутренней стороны, преимущественно в нижней части жестковатыми рыжими волосками. Стебель 15—35 см высотой, прямой, с 3 сближенными около середины листьями и 1 крупным прямостоячим цветком на верхушке; в нижней части, под листьями, он голый, в остальной же части усажен очень короткими, горизонтально отстоящими, жесткими волосками. Листья несколько изогнутые, сидячие, нередко вдоль сложенные и по краям волнистые, голые, сизоватые, с очень узким, беловато-хрящеватым, усаженным короткими ресничками, краем; из них нижний — более широкий, продолговато-эллиптический или эллиптически-ланцетовидный, острый, своим основанием вполне обхватывающий стебель, 8—20 см длиной и 1,5—4 см шириной; остальные постепенно более узкие и более длинно заострённые, с полустеблеобъемлющим основанием.
Околоцветник совершенно гладкий, с внутренней стороны жёлтый или желтоватый, снаружи нередко зеленоватый или с грязноватым фиолетовым оттенком; наружные листочки его продолговато-эллиптические, иногда эллиптически-ланцетовидные, заострённые, 3—5 см длиной и 1—1,5 см шириной; внутренние — продолговато-обратнояйцевидные или обратнояйцевидные, коротко-заострённые или почти тупые, едва короче наружных или почти равны им. Тычинки в 2—2½ раза короче листочков околоцветника; пыльники жёлтые, почти вдвое длиннее совершенно голых, равных между собой, веретенообразно вздутых нитей. Пестик в 1½ раза короче тычинок, реже почти равен им; завязь на верхушке лишь немного сужена. Коробочка овальная, 3-гранная, до 4 см длиной и 1¾ см шириной.

## Распространение и экология
Юг Западной Сибири, северо-восток Средней Азии, северо-запад Восточной Азии (Синьцзян). Встречается в степях и на степных каменистых склонах холмов или сопок.